# Costanana costata
Costanana costata är en insektsart som beskrevs av Delong och Freytag 1972. Costanana costata ingår i släktet Costanana och familjen dvärgstritar. Inga underarter finns listade i Catalogue of Life.